# Zyclope
Zyclope es un grupo español de rock sinfónico y rock progresivo. Fue fundado por Juan Olmos y Javier Mira como "Cíclope", nombre que cambiaron posteriormente por asuntos legales y con el que publicaron un solo álbum, titulado Locura temporal, en el año 2001. Posteriormente han grabado tres álbumes más.
Ese primer álbum, que fue producido por ellos mismos, les sirvió para darse a conocer. Firmaron con la discográfica Musea Records, especializada en rock progresivo, y aumentaron el número de integrantes del grupo, ya que se unieron Ernesto Sánchez, Javier Palacio, Jorge Calvo y Yasia Shevchenko. Juntos se pusieron a trabajar en un nuevo disco, Uno, que salió a la venta en el año 2004 y recibió buenas críticas de la prensa especializada. 
Un año después de Uno, en 2005, publicaron un nuevo álbum, llamado Contracorriente, en el cual los integrantes de Zyclope fueron Ernesto Sánchez, Juan Olmos y Nacho Ortiz, quienes contaron con muchas colaboraciones, entre ellas las de los músicos que participaron en Uno. 
Durante mayo de 2006 realizaron una gira por España como teloneros de la banda RPWL, procedente de Alemania. 
El tercer disco de Zyclope se llamó, siguiendo las pautas del primero, Tres. En él Zyclope se centra en el estilo sinfónico sin abandonar el progresivo o incluso otros estilos. 

## Discografía
Como Cíclope: 
- Locura temporal (2001)

Como Zyclope:
- Uno (2004)
- Contracorriente (2005)
- Tres (2007)

### Locura temporal
En este primer álbum, ya descatalogado, Juan Olmos se ocupó de la voz, los pianos y la programación, mientras que Javier Mira hizo lo propio con las guitarras. Esta es la lista de canciones: 
1. "Recorriendo mundo"
2. "Merlín"
3. "Viaje a Escocia"
4. "Notredam"
5. "Fantasías del Rey Arturo"
6. "Locura temporal"
7. "Asesinato en Orient Express & desenlace"
8. "En la Corte"

### Uno
Este primer álbum como Zyclope es una segunda visión sobre Locura temporal, ya que incluye algunos de sus temas en distintas versiones junto a temas inéditos. La composición de la banda para Uno fue la siguiente: Juan Olmos (pianos, voz, programación), Ernesto Sánchez (batería), Javier Mira (guitarras), Javier del Palacio (bajo), Jorge Calvo (flautas) y Yasia Shevchenko (violines). Esta es la lista de canciones: 
1. "Asesinato en Orient Express & Desenlace"
2. "Merlín"
3. "Mite e mita"
4. "Viaje a Escocia"
5. "Notre Damme"
6. "Recorriendo mundo"
7. "Zyclopea"
8. "Locura temporal"
9. "Electrical night"
10. "Fantasías del Rey Arturo"
11. "En la Corte"
12. "Feeling your breath"

### Contracorriente
La formación fija de Zyclope para Contracorriente presenta tres miembros: Juan Olmos (pianos, voz, acústica), Ernesto Sánchez (batería) y Nacho Ortiz (guitarras). Además, en este álbum intervinieron más músicos: Javier Mira (guitarra eléctrica y acústica), Javier del Palacio (bajo), Yasia Shevchenko (violines), César García (guitarras en "Dulce y claro"), Jaime Gómez (guitarras en "Abrázate a la vida" y "Dulce y claro"), Javier Colmenarejo (bajo en "Dulce y claro" y "Catarsis"), Omar Acosta (flauta), Francisco Reyes (guitarras en "Fuego intenso") y Aránzazu Gil (voz en "Abrázate a la vida", "Mi musa" y "Lástima por el mundo"). El diseño gráfico del disco fue obra de Javier Mira. Esta es la lista de canciones:
1. "Abrázate a la vida" (5:29)
2. "Mi musa" (4:49; instrumental)
3. "Gracias a ti" (4:17)
4. "Dulce y claro" (3:34; instrumental)
5. "Un mal sueño" (4:32)
6. "Praga" (4:12; instrumental)
7. "Catarsis" (6:16)
8. "Días de vino" (4:54; instrumental)
9. "Fuego intenso" (4:35)
10. "Luna llena" (3:44; instrumental)
11. "Lástima por el mundo" (6:29; instrumental)

### Tres
En Tres los integrantes fijos del grupo fueron los mismos que en Contracorriente. Esta es la lista de canciones:
1. "Chinatown" (4:30)
2. "Genio sin techo" (5:45)
3. "No" (4:45)
4. "Íntimo" (5:00)
5. "Tu sonrisa" (5:20)
6. "No pensar" (5:11)
7. "Íntimo II" (4:42)
8. "Duelo de ánimas" (5:02)
9. "Dos mundos" (7:54)
10. "Amantes" (3:15)
11. "Agua" (8:02; en directo)
12. "Dulce" (4:36; en directo)